# بوراکای
1. ↑  Resabal, Cooper (October 27, 2018). "After cleanup, Atis in Boracay hope to reclaim land". VERA Files (به انگلیسی). Archived from the original on October 27, 2018. Retrieved July 11, 2022.

بوراکای (اغلب به صورت محلی به بورا خلاصه می شود) یک جزیره تفریحی در منطقه ویسایاس غربی فیلیپین است که در ۰٫۸ کیلومتر (۰٫۵۰ مایل) قرار دارد. در سواحل شمال غربی پانای . مساحت آن ۱۰٫۳۲ کیلومتر مربع (۳٫۹۸ مایل مربع) ، تحت صلاحیت سه بانگی در مالایی ، آکلان ، و دارای جمعیت ۳۷۸۰۲ نفر در سال ۲۰۲۰. 
بوراکای در ابتدا توسط مردم توماندوک و آتی سکونت داشت، اما توسعه تجاری از دهه ۱۹۷۰ به حاشیه رانده شدن شدید آنها منجر شد.  

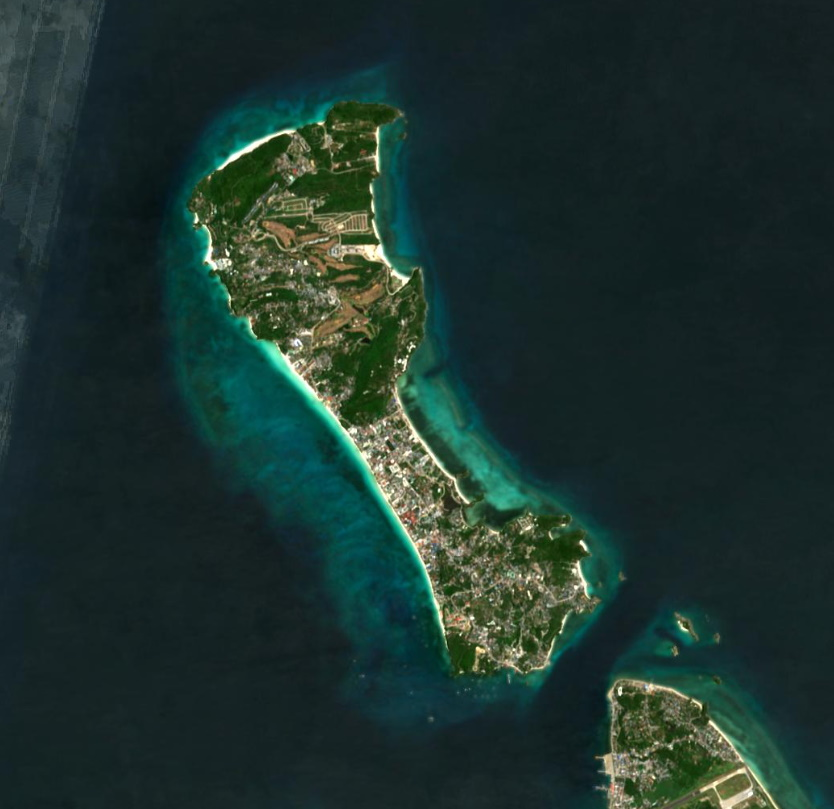
جزیره بوراکای از فضا

جدا از سواحل ماسه سفید، بوراکای به دلیل اینکه یکی از مقاصد برتر جهان برای استراحت است نیز مشهور است.   تا تاریخ ۲۰۱۳، در میان مقاصد برتر برای آرامش و زندگی شبانه در حال ظهور بود.
بوراکای به عنوان بهترین جزیره جهان در سال ۲۰۱۲ توسط مجله بین المللی مسافرتی Travel + Leisure جایزه دریافت کرد.   در سال ۲۰۱۴، این جزیره تفریحی در صدر فهرست "بهترین جزایر جهان" منتشر شده توسط مجله بین المللی Condé Nast Traveler قرار گرفت.  در سال ۲۰۱۶، بوراکای در فهرست مجله "۱۰ مقصد برتر برای تماشا" قرار گرفت. 
در آوریل ۲۰۱۸، دولت فیلیپین تحت ریاست رودریگو دوترته ، دستور تعطیلی شش ماهه جزیره را برای گردشگران به منظور انجام کارهای نوسازی اساسی، به ویژه سیستم دفع فاضلاب، که منسوخ و ناکافی شده بود، صادر کرد.  این جزیره توسط گروه ویژه بین سازمانی بوراکای در طول بسته شدن اداره می شد، سپس در اکتبر ۲۰۱۸ با مجموعه ای از قوانین جدید با هدف رسیدگی به مسائل مختلف بازگشایی شد.  

## علم اشتقاق
نام Boracay به ریشه های گوناگونی نسبت داده شده است. مردم بومی(مردم آتی)می گویند که نام این جزیره از واژه های ایناتی "bora" به معنی حباب و "bocay" به معنای سفید گرفته شده است.  نظریه دیگری نشان می‌دهد که این نام از کلمه محلی «بوراک» به معنای «پنبه سفید» گرفته شده است که به رنگ و بافت ماسه‌های سفید، شکری و پودری بوراکای اشاره دارد.  با این حال، نظریه دیگری که به دوران اسپانیا برمی‌گردد می‌گوید این نام از "sagay"، کلمه صدف، و "boray"، کلمه برای دانه گرفته شده است. 

## تاریخ

### دوره قبل از استعمار
قبل از استعمار فیلیپین در قرن شانزدهم توسط اسپانیا ،  مردم آتی در بوراکای سکونت داشتند. فاتحان ایبری به نام بوراکای معروف بودند. بوراکای در زمان تماس با اروپایی ها صد نفر جمعیت داشت که در این جزیره برنج کشت می کردند و با پرورش بز بر درآمد خود افزودند. 
قوم توماندوک نیز حضور بومی خود را در جزیره ایجاد کردند،   اگرچه هویت دو قوم بومی اغلب در هم آمیخته می‌شود.

### دوره معاصر

#### به عنوان یک جزیره کشاورزی
بوراکای قبلا بخشی از استان کاپیز بود. تا زمانی که شهرداری مالایی در ۱۵ ژوئن ۱۹۴۹ تأسیس شد، تحت صلاحیت شهر بوروانگا بود  شهرداری، و همچنین جزیره، بخشی از آکلان شد، که در ۲۵ آوریل ۱۹۵۶ به یک استان مستقل تبدیل شد  
قبل از ظهور گردشگری، بوراکای عمدتاً یک جامعه کشاورزی بود.  در حدود سال ۱۹۱۰، سوفیا گونزالس تیرول و همسرش لامبرتو هونتیوروس تیرول (قاضی شهر در سرزمین اصلی پانای) مالکیت املاک قابل توجهی در جزیره را به دست گرفتند. آنها نارگیل، درختان میوه و سبزه کاشتند. دیگران از تیرول پیروی کردند و کشت و توسعه جزیره به تدریج گسترش یافت.  تولید کوپرا و ماهیگیری از صنایع اصلی جزیره بودند.
با این حال، به دلیل برداشت بیش از حد توسط ماهیگیران و تخریب صخره های مرجانی به دلیل ماهیگیری سیانید ، صنعت ماهیگیری شاهد کاهش بود. در دهه ۱۹۸۰، قیمت کوپرا کاهش یافت و گردشگری را به عنوان منبع درآمد جایگزین برای جزیره تشویق کرد. 
در سال ۱۹۷۸، رئیس جمهور فردیناند مارکوس اعلامیه ای صادر کرد و بوراکای را در میان تعدادی از جزایر، خلیج ها و شبه جزیره های اعلام شده به عنوان مناطق توریستی نام برد. 

#### هجوم گردشگری (1970-1997)

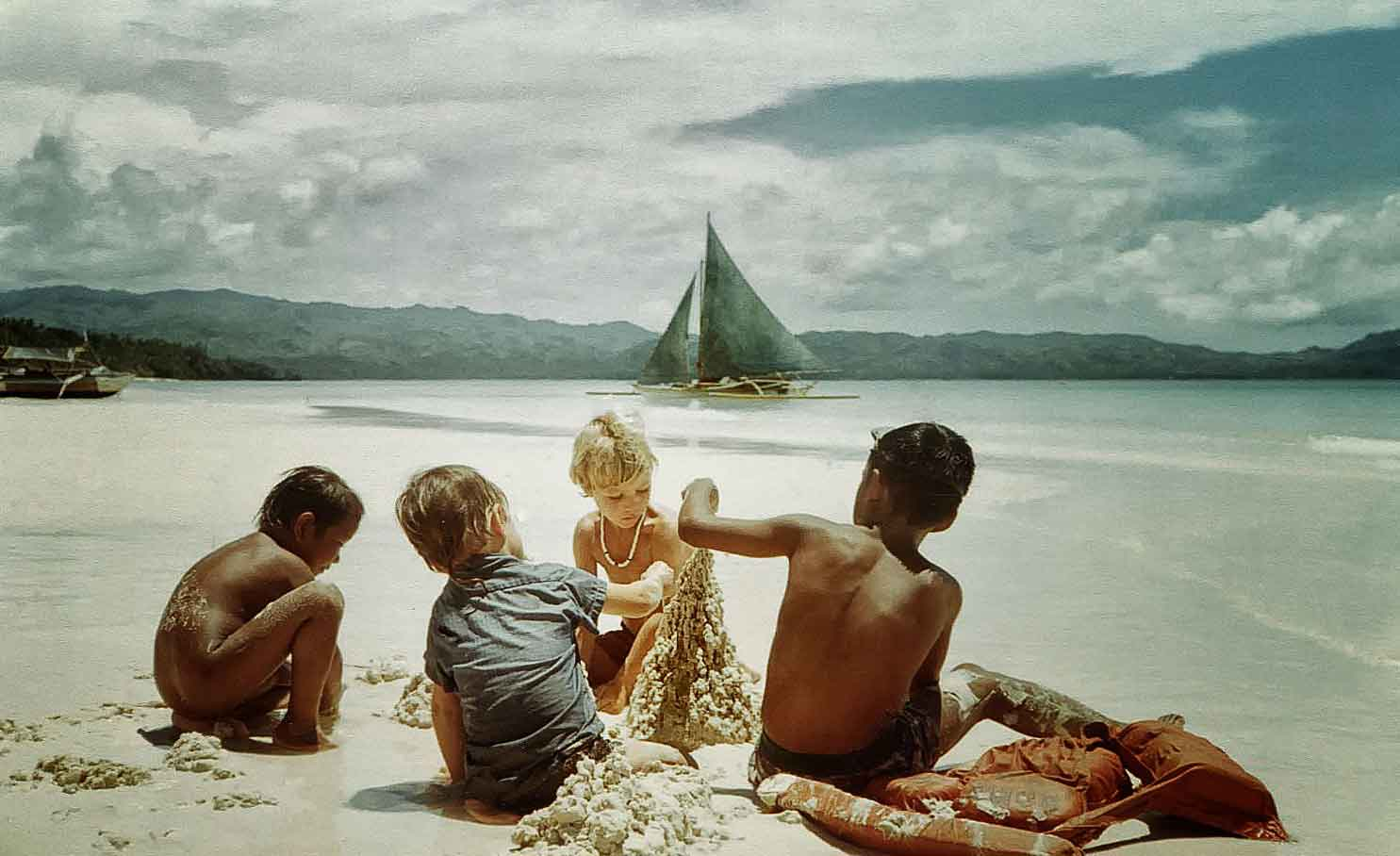
گردشگران خارجی در بوراکای، 1985.

گردشگری از دهه ۱۹۷۰ به این جزیره آمد.   در سال ۱۹۷۰، فیلم‌های Nam's Angels (که در ایالات متحده با نام The Losers اکران شد) و Too Late the Hero از مکان‌های فیلمبرداری در Boracay و Caticlan استفاده کردند.  پس از آن که ینس پیتر نویسنده آلمانی در کتابش درباره فیلیپین در سال ۱۹۷۸ آن را "بهشت روی زمین" نامید، هجوم گردشگران غربی وجود داشت   در دهه ۱۹۸۰، این جزیره به عنوان مقصدی مقرون به صرفه برای کوله گردها محبوب شد.  در دهه ۱۹۹۰، سواحل بوراکای به عنوان بهترین سواحل جهان شناخته می شد.  با این حال، در سال ۱۹۹۷، به دلیل افزایش باکتری‌های کلیفرم ناشی از فاضلاب و سیستم‌های سپتیک ضعیف در جزیره، ورود گردشگران به جزیره تفریحی 60 درصد کاهش یافت. 

#### 1997 تا 2018

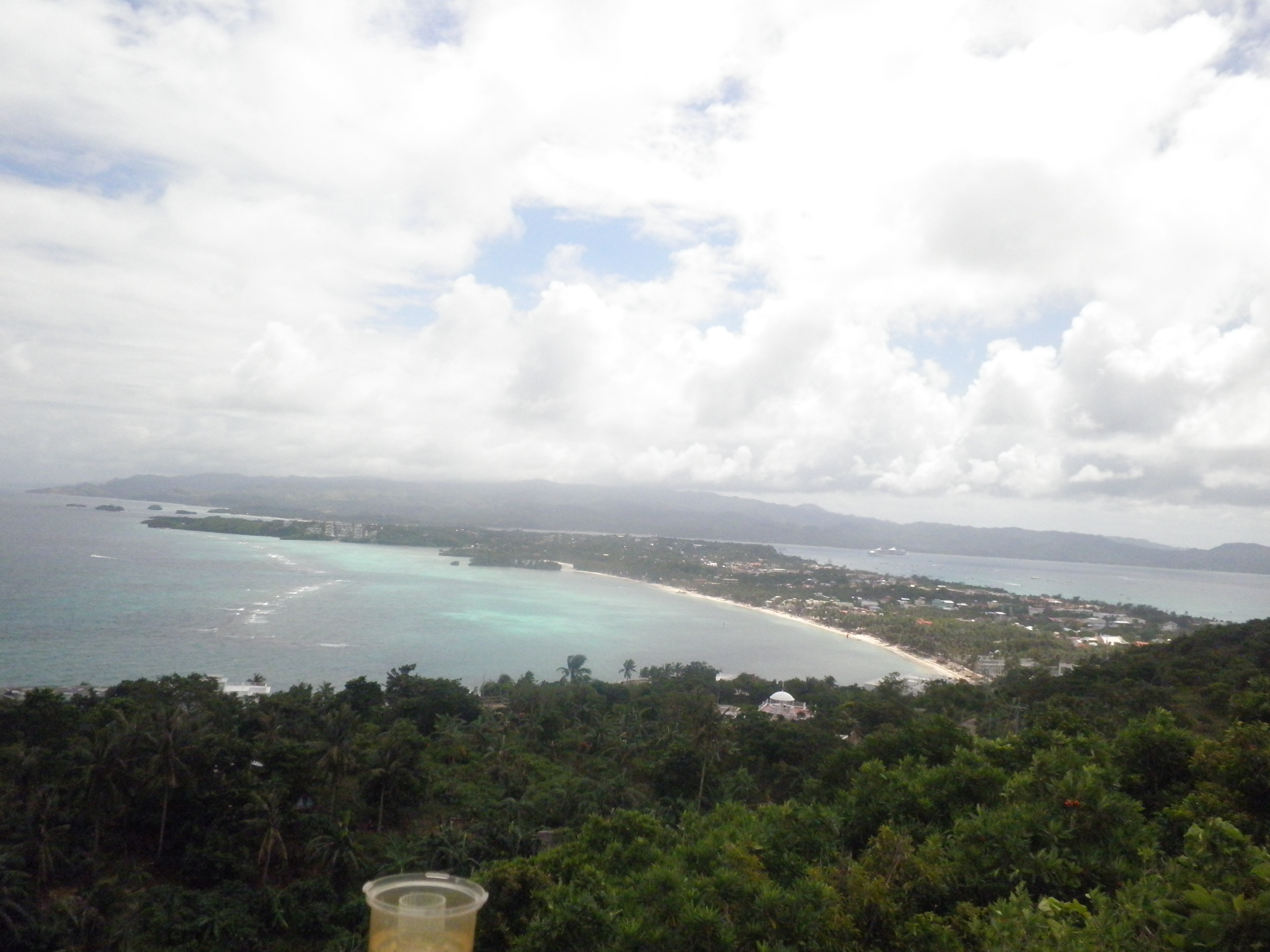
نمایی از بوراکای از کوه لوهو، اکتبر 2012

وضعیت بوراکای در سال ۱۹۹۷ منجر به نصب یک سیستم تامین آب آشامیدنی و یک تصفیه خانه فاضلاب و یک سیستم دفع زباله جامد شد که توسط اداره گردشگری فیلیپین (PTA) اداره می شد. اتصال مشاغل و خانوارها به سیستم جهانی نبود و مشکلات زیست محیطی همچنان پابرجا بود. 
رئیس جمهور وقت گلوریا ماکاپاگال آرویو در سال ۲۰۰۵ بوراکای را یک منطقه ویژه گردشگری اعلام کرد و در آوریل ۲۰۰۶ کنترل اداری بر جزیره را به PTA سپرد و در عین حال آژانس را موظف به هماهنگی با دولت استانی آکلان کرد. 
در سال ۲۰۱۲، دپارتمان گردشگری فیلیپین گزارش داد که بوراکای به عنوان دومین ساحل برتر جهان پس از Providenciales در جزایر ترکز و کایکوس انتخاب شده است. 

#### بسته شدن و توانبخشی 2018

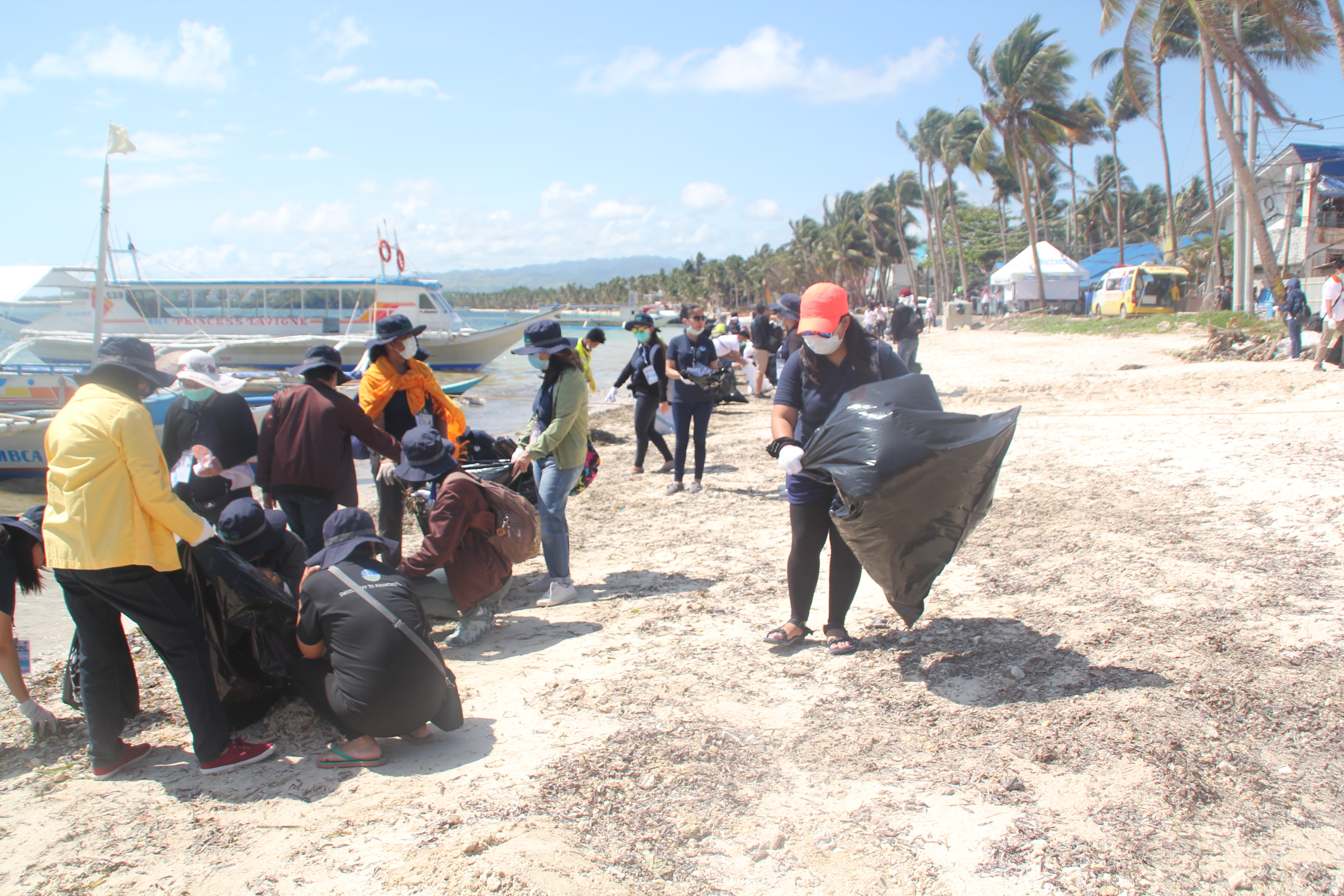
پاکسازی بوراکای در سال 2018.

به دلیل بدتر شدن شرایط زیست محیطی در بوراکای، رئیس جمهور رودریگو دوترته در فوریه ۲۰۱۸ گفت که قصد دارد جزیره تفریحی را که از آن به عنوان یک آبگیر یاد کرد، در ۲۶ آوریل ۲۰۱۸ ببندد و به روی سیماتو وزیر محیط زیست و منابع طبیعی دستور داد تا این مشکل را حل کند. .  در جلسه کابینه، رئیس جمهور دوترته تعطیلی کامل جزیره را به مدت شش ماه تصویب کرد که از ۲۶ آوریل ۲۰۱۸ اجرایی می شود تا مسائل زیست محیطی پیرامون بوراکای احیا و حل شود.  در ۳۰ می ۲۰۱۸، رئیس جمهور دوترته اعلام کرد که قصد دارد کل بوراکای را به یک منطقه اصلاحات ارضی تبدیل کند و می خواهد ابتدا ساکنان جزیره را در اولویت قرار دهد.  
در آوریل ۲۰۱۸، تیپ ۳۰۱ پیاده نظام ارتش فیلیپین تأیید کرد که ۲۰۰ سرباز در بوراکای مستقر شده اند تا جزیره را در طول تعطیلی آن از ۲۶ آوریل حفظ کنند 
در ۲۶ اکتبر ۲۰۱۸، بوراکای با کار بر روی زیرساخت های جزیره که هنوز در حال انجام است، دوباره به روی عموم باز شد.  در آوریل ۲۰۱۹، تعداد زیادی کسب و کار متعلق به چین در بوراکای افتتاح شد،  و علاوه بر این، حدود ۳۰۰ ساکن در سرزمین اصلی چین وجود دارد.  در آوریل ۲۰۱۹، سیلوستر بلو سوم ، وزیر کار ، گفت که وزارت کار و اشتغال هیچ کنترلی بر کسب و کارهای خارجی که در جزیره دایر می کنند ندارد، اما متعهد می شود اطمینان حاصل کند که هیچ تبعه چینی نمی تواند شغل مناسب فیلیپینی ها را انتخاب کند.  

## جغرافیا

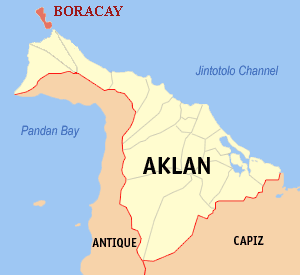
موقعیت بوراکای در استان آکلان جزیره

جزیره بوراکای در 0.8 کیلومتری (0.50 مایلی) گوشه شمال غربی سرزمین اصلی پانای واقع شده است و به استان آکلان در منطقه ویسایاس غربی یا منطقه VI فیلیپین تعلق دارد. 50 کیلومتری (31 مایلی) شمال غربی مرکز استان، کالیبو است . 150 کیلومتر (93 مایل) شمال غربی پایتخت منطقه، شهر ایلویلو . و 200 مایل دریایی (370 کیلومتر) جنوب شرقی پایتخت ملی، مانیل . این جزیره تقریباً هفت کیلومتر طول دارد و به شکل استخوان سگ است و باریکترین نقطه آن کمتر از یک کیلومتر عرض دارد و مساحت آن 10.32 کیلومتر مربع (3.98 مایل مربع) است.
ساحل کاگبان رو به جنوب در سراسر تنگه کوچکی از بندر اسکله در کاتیکلان در جزیره پانای واقع شده است و بندر اسکله کاگبان به عنوان نقطه اصلی ورودی و خروجی بوراکای در بیشتر ایام سال عمل می کند. هنگامی که شرایط باد و دریا ایجاب می کند، ساحل تامبیسان رو به شرق به عنوان یک نقطه ورودی و خروجی جایگزین عمل می کند. [48]دو سواحل گردشگری اصلی بوراکای، ساحل سفید و ساحل بولابوگ، در دو طرف ناحیه مرکزی باریک جزیره قرار دارند. ساحل سفید رو به غرب و ساحل بولابوگ رو به شرق است. این جزیره چندین ساحل دیگر نیز دارد.
ساحل سفید، ساحل اصلی گردشگری، حدود 4 کیلومتر (2.5 مایل) طول دارد و با استراحتگاه‌ها، هتل‌ها، خانه‌های اقامتی، رستوران‌ها و سایر مشاغل مرتبط با گردشگری در کنار هم قرار گرفته است. در بخش مرکزی، حدود دو کیلومتر، یک مسیر پیاده‌روی به نام مسیر ساحلی وجود دارد که خود ساحل را از تأسیسات واقع در امتداد آن جدا می‌کند. در شمال و جنوب مسیر ساحلی، مؤسسات ساحلی به معنای واقعی کلمه در امتداد خود ساحل قرار دارند. چندین جاده و مسیر، مسیر ساحلی را با جاده اصلی بوراکای، جاده‌ای خودرویی که در طول جزیره طی می‌کند، متصل می‌کند. در انتهای شمالی ساحل سفید، یک مسیر پیاده روی در اطراف سرچشمه وجود دارد و ساحل سفید را به ساحل Diniwid متصل می کند.
ساحل Bulabog، در سراسر جزیره از ساحل سفید، دومین ساحل محبوب گردشگری در جزیره و منطقه اصلی موج سواری و کایت بورد بوراکای است .
بوراکایذبرای استفاده از زمین و اهداف حفاظتی به 400 هکتار (990 هکتار) جنگل حفاظت شده و 628.96 هکتار (1554.2 هکتار) زمین کشاورزی تقسیم می شود.